# Телеклід
Телеклід (дав.-гр. Τηλεκλείδης; V століття до н. е. ) — давньогрецький поет, представник давньої аттичної комедії.

## Життя та творчість
Про родину Телекліда немає відомостей. Народився в Афінах. Продовжив традиції комедії Кратета, Кратіна. Розквіт творчості припав на 440–430 роки до н. е. З доробку Телекліда відомо про 6 п'єс. Частина з них має політичний зміст. У багатьох він критикував діяльність Перікла. Найвідомішою п'єсою (найбільш збереженою) є «Амфіктіони», де висміюються уявлення сучасників автора щодо «золотого віку», коли людям непотрібно було працювати. Інші твори мають назви «Прітани», «Гесіода», «Евменіди», «Фортеці», «Без брехні».